# Nolan Mbemba
Nolan Jean Pierre Mbemba Batina (* 19. Februar 1995 in Amiens) ist ein kongolesisch-französischer Fußballspieler, der bei Grenoble Foot in der Ligue 2 spielt.

## Karriere

### Verein
Mbemba wechselte 2010 in die Jugendakademie des OSC Lille. Seit Ende der Saison 2012/13 spielte er dort in der National 2 schon für die zweite Mannschaft. Auch in der Folgesaison spielte er dort und traf bereits öfter. Für die gesamte Saison 2014/15 wurde er an den belgischen Erstligisten Royal Excel Mouscron verliehen. Am 15. August (4. Spieltag) debütierte er gegen Standard Lüttich nach Einwechslung bei einem 5:2-Sieg im Profibereich. In der gesamten Saison kam er in der Liga mit Playoff-Gruppe und im Pokal zu 14 Einsätzen. Nach seiner Rückkehr spielte er auch in der Ligue 1 für Lille das erste Mal, als er bei einem 1:1-Unentschieden gegen den ES Troyes AC in der Startelf stand. Dies war jedoch sein einziger Saisoneinsatz.
Im Sommer 2016 wechselte er nach Portugal zu Vitória Guimarães. Dort kam er allerdings nur fünfmal für die in der Segunda Liga spielende Zweitmannschaft zum Einsatz und sonst nur im Pokal für das erste Team.
Nach nur einem Jahr im Ausland wechselte er zurück nach Frankreich in die Ligue 2 zu Stade Reims. Dort schoss er am 36. Spieltag bei einem 3:1-Sieg über Chamois Niort sein erstes Tor überhaupt als Profi. In der Saison 2017/18 spielte Mbemba 16 Ligapartien, wobei er einmal traf und am Ende mit Reims als Meister in die Ligue 1 aufstieg. Dort kam er 2018/19 auf acht Ligaeinsätze und zwei Pokalspiele. Die Spielzeit 2019/20 beendete er ohne Profieinsatz.
Daraufhin wechselte er zurück in die Ligue 2 und unterschrieb beim Le Havre AC. Dort schoss er in seiner ersten Spielzeit ein Tor in 23 Einsätzen. 2021/22 kam er 21 Mal in der Ligue 2 zum Zug. Auch in der Saison 2022/23 war er zumeist Joker, kam aber in 29 Spielen zum Einsatz. Mit seinem Team schaffte er den Aufstieg in die Ligue 1 als Meister. Dort konnte er anschließend, am vierten Spieltag, gegen den FC Lorient sein erstes Tor in der höchsten französischen Spielklasse schießen.
Im Januar 2024 wechselte er zu Grenoble Foot.

### Nationalmannschaft
Mbemba kam am 9. Juni 2021 in einem Freundschaftsspiel gegen den Niger zu seinem ersten Einsatz für die A-Nationalmannschaft Kongos. Anschließend spielte er viermal in der WM-Qualifikation 2022 und zweimal in der Afrika-Cup-Qualifikation 2024.

## Erfolge
Stade Reims
- Meister der Ligue 2 und Aufstieg in die Ligue 1: 2018

Le Havre AC
- Meister der Ligue 2 und Aufstieg in die Ligue 1: 2023